# Neerkijker
De Neerkijker (Selene vomer) behoort tot de horsmakrelen (Carangidae). Hij wordt zo'n 25 tot 30 centimeter lang en heeft een hoog zijdelings afgeplat lichaam. De ogen liggen hoog op de kop, waardoor het lijkt of de vis continu omlaag kijkt. Het gezichtsvermogen van deze vis is goed. Hij jaagt ook op het zicht.
Hij komt voor in tropische delen van de Atlantische Oceaan, in het bijzonder het Caraïbisch gebied van Florida tot Venezuela, in niet al te diep water tot circa tien meter diep met veel open ruimte.
De vis is zilverachtig van kleur met een opvallende glans. De neerkijker is bedekt met kleine schubben, waardoor hij sneller is. Men vermoedt dat de kleur, die bij meer jagende vissen voorkomt, de vis minder zichtbaar maakt voor prooidieren. De neerkijker benadert zijn prooi van boven. Door de kleur en glans zal hij nauwelijks opvallen tegen het achter hem invallende zonlicht. Bovendien benadert hij zijn prooi zodanig dat zijn lichaam met een zo klein als mogelijk oppervlak naar het prooidier toegekeerd is. Hij leeft in groepen van honderden tot duizenden dieren. Deze groepen jagen op kleine visjes, die zij als groep, net als bijvoorbeeld pelikanen, insluiten en opjagen.